# American hairless terrier

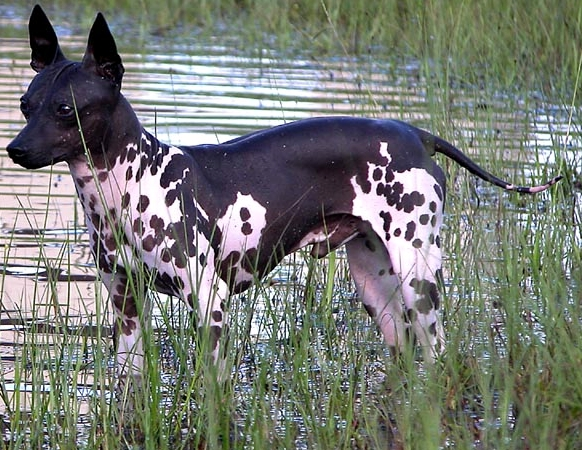
American hairless terrier

El terrier americà sense pèl (American hairless terrier) és una raça poc comuna de gos, considerada una variant del terrier ratoner.
L'1 de gener de 2004 el United Kennel Club nord-americà la va considerar una raça separada dins dels terriers. Sol confondre's amb el Chihuahua sense pèl.